# Jimmy Piersall
James Anthony Piersall (Waterbury, Connecticut, 14 de noviembre de 1929-Wheaton, Illinois, 3 de junio de 2017), más conocido como Jimmy Piersall, fue un jugador profesional estadounidense de béisbol que se desempeñó en la posición de jardinero central en las Grandes Ligas de Béisbol (MLB). Es poseedor de dos Guantes de Oro.

## Carrera
Piersall jugó como profesional ocho temporadas en Boston Red Sox (1950, 1952-1958), después pasó por varios equipos, Cleveland Indians (1959-1961), Washington Senators (1962-1963), New York Mets (1963), y finalmente, se unió a Los Angeles Angels, donde jugó cinco temporadas (1963-1967), y fue el equipo en el que se retiró.

## Premios
Fue galardonado con el Guante de Oro en dos oportunidades (1958 y 1961).